# Eisenbahnsignale in Österreich

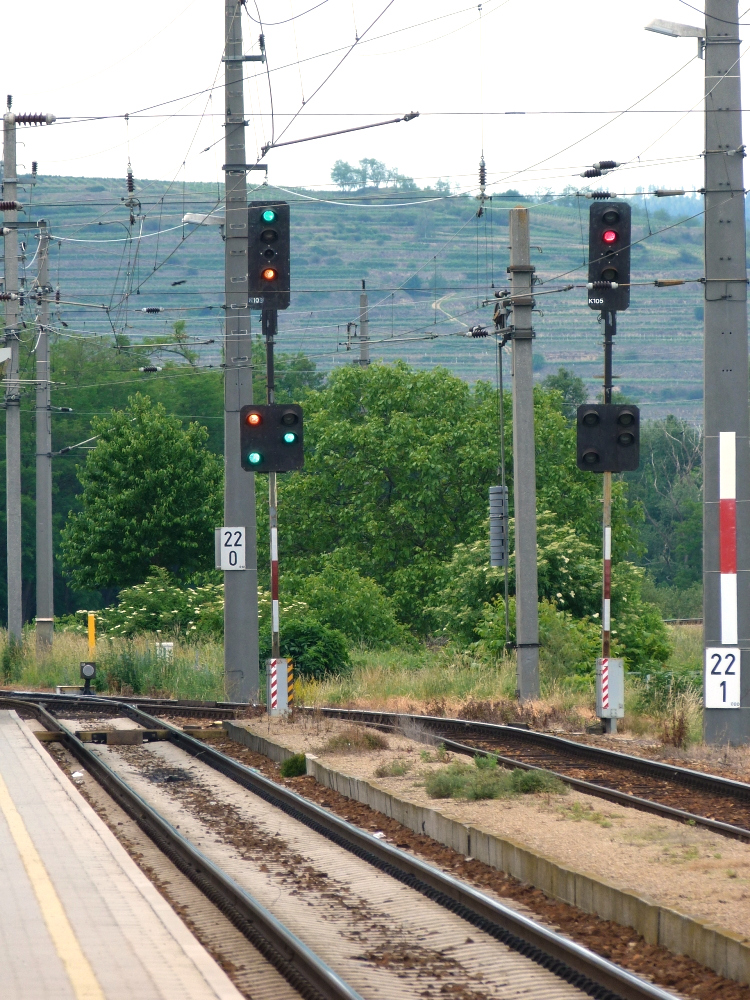
ÖBB-Lichtsignale (ehemalige Ausfahrsignale K103 und K105, Hadersdorf am Kamp)

Die Eisenbahnsignale in Österreich sind in der Eisenbahnbau- und -betriebsverordnung (EisbBBV) und in den von der Eisenbahnbehörde genehmigten Vorschriften der jeweiligen Eisenbahnunternehmen geregelt. Bei den ÖBB handelt es sich um das Signalbuch (bis 2018: Signalvorschrift V2).

## Geschichte
Erste österreichische Eisenbahn mit reinen Lichtsignalen war die 1898 eröffnete Wiener Dampfstadtbahn, auf der diese schon von Beginn an auf den Tunnelabschnitten anzutreffen waren. Die Staatsbahn verwendete hingegen auf ihren eigenen Strecken noch bis nach dem Ersten Weltkrieg ausschließlich Formsignale, die jedoch bei freier Fahrt nicht zusätzlich die erlaubte Geschwindigkeit, sondern die Richtung signalisierten (Wegesignalisierung). Die Anzahl der Flügel zeigte an, ob die Fahrt über das Hauptgleis oder in eine Ablenkung weiterging. Die Flügel der Hauptsignale waren rechteckig ohne eine runde Scheibe, die Vorsignale hatten eine grüne rechteckige Klappscheibe. Bereits diese Formsignale hatten zusätzlich Lichtzeichen für die Nacht: Rot für „Halt“, Weiß für „Frei“. Die Vorsignale verwendeten Grün für „Vorsicht, Langsam“ und Weiß für „Hauptsignal frei“. Während 1910 in Deutschland die Signalordnung vom alten Farbsystem Rot-Grün-Weiß (Halt-Langsam-Frei) auf das aktuelle Rot-Gelb-Grün umgestellt wurde, blieb Österreich bei den alten Farben. Lediglich die Wiener Elektrische Stadtbahn verwendete schon ab 1925 die neuen Farben.

### 1926: Die ersten Lichtsignale der Staatsbahn
| Zeit    | Vorsicht (Vorsignal) | Hauptsignal frei (Vorsignal) | Halt | Fahrt | Fahrt in die Ablenkung | Fahrt in die weitere Ablenkung | Formsignale |
| ------- | -------------------- | ---------------------------- | ---- | ----- | ---------------------- | ------------------------------ | ----------- |
| ab 1926 |                      |                              |      |       |                        |                                |             |
| ab 1934 |                      |                              |      |       |                        |                                |             |

1926 wurden daher die ersten Lichtsignale mit diesen Farben eingeführt. Dabei versuchte man, die Verwechslungsgefahr mit Lampen aus der Umgebung durch Verwendung von weißem Blinklicht zu minimieren. Charakteristisch war bei den Hauptsignalen der oben halbkreisförmige Schirm, Vorsignalschirme war oben gerade und unten zugespitzt. Schließlich entschloss man sich doch zur Einführung des gelben Lichts. Als Probestrecke wurde 1931 die Salzkammergutbahn Stainach-Irdning – Attnang-Puchheim auf Rot-Gelb-Grün umgerüstet, im Jahr 1934 in nur vier Tagen das übrige Netz. An Vorsignalen wurde nun gelbes statt grünes Licht für den Begriff „Halt erwarten“ verwendet, auch die Farbe der Scheibe der Formvorsignale wurde Gelb.
Haltzeigende Hauptsignale hatten (bis 1980) für Verschubfahrten keine Bedeutung. Es gab eine strikte Trennung zwischen Signalen für Zugfahrten (Hauptsignale) und für Verschubfahrten (Verschubsignale).

### 1938–1945: Anschluss auch im Signalwesen
Nach dem Anschluss Österreichs begann die Deutsche Reichsbahn, die Signalisierung an deutsche Vorschriften anzupassen. Einerseits wurden bestehende Signale geändert, andererseits gab es durch den Ausbau kriegswichtiger Strecken viele Neubauten von Sicherungsanlagen.
Die bedeutendste Änderung war die Umstellung von Wege- auf Geschwindigkeitssignalisierung. Diese war bereits von den BBÖ geplant und ab 1937 vorbereitet worden. Der bisherige Begriff Fahrt in die Ablenkung bekam nun die Bedeutung Langsamfahrt, was auf Normalspurbahnen die Fahrt mit 40 km/h erlaubte (auf Schmalspurbahnen mit 20 km/h). Zugleich wurde auch begonnen, die deutschen dreibegriffigen Formvorsignale aufzustellen, bei denen der dritte Begriff Langsamfahrt durch einen schräggestellten Zusatzflügel gekennzeichnet wurde und die mit zwei Lichtpunkten ausgestattet waren. Lichtsignale spielten bei der Deutschen Reichsbahn noch keine große Rolle, in deren Signalbuch von 1935 sind auch keine Abbildungen von Lichtsignalen enthalten. Mindestens in zwei österreichischen Bahnhöfen, nämlich in Ederbauer und Langen am Arlberg, stellte die Reichsbahn aber versuchshalber Lichtsignale auf.

### 1945–1980: Der vierte Begriff
Nach dem Krieg wurden bei den Vorsignalen die zweiten Lichtpunkte und die Zusatzflügel wieder entfernt. Die runden Vorsignalscheiben und die neuen Signalflügel der Hauptsignale wurden jedoch beibehalten.
1949 wurde das heute noch gebräuchliche Licht-Verschubsignal mit vier weißen Lichtpunkten geschaffen, das in der Folge alle anderen Verschubsignale ablöste. Man schuf auch ein neues Lichtsperrsignal (das heutige Schutzsignal).
Beim Wiederaufbau nach dem Krieg wurden oft schon Weichen mit 500 m Zweiggleisradius eingebaut, die in der Ablenkung 60 km/h erlaubten (gegenüber 40 km/h bei 190 m Radius). Diese höhere Geschwindigkeit konnte mit den bisherigen Signalbegriffen nicht signalisiert werden. Also entschloss man sich, das dreibegriffige Signalsystem um einen weiteren Begriff „Fahrt mit 60 km/h“ zu erweitern. Für den neuen Begriff war die Lampenkombination Grün-Grün vorgesehen, die bisher allerdings für „Fahrt mit 40 km/h“ stand. Daher musste zunächst bei allen Hauptsignalen der untere grüne Farbfilter durch einen gelben ersetzt werden, was an einem einzigen Tag – dem 12. Juli 1954 – durchgeführt wurde. Gleichzeitig wurden auch neue, vierbegriffige Vorsignale nach Schweizer Vorbild eingeführt. Zweiflügelige Formsignale konnten den neuen Begriff (anstatt der Fahrt mit 40 km/h) über die Zusatztafel „60“ anzeigen.
Einen Monat später (9. August 1954) begann der Probebetrieb mit vierbegriffigen Lichtsignalen auf der Westbahn, ab 15. September 1956 wurde die vierbegriffige Signalisierung allgemein eingeführt.

### 1980: Signalvorschrift V2
Am 1. Juni 1980 trat die umfangreichste Änderung der Betriebsvorschriften seit dem Zweiten Weltkrieg in Kraft. Neben der neu aufgelegten Signalvorschrift V2 wurden auch zahlreiche andere Vorschriften geändert oder völlig neu gestaltet. Auch die Fahrplanbehelfe (Buchfahrpläne, Bildfahrpläne) wurden geändert, ebenso wie zahlreiche Dienstbehelfe und Dienstanweisungen. Die wichtigsten Änderungen in der Signalvorschrift V2 waren:
- Der Haltbegriff der Hauptsignale galt nun auch für Verschubfahrten (in Deutschland-West wurde dieser Schritt erst 2006 gemacht). Bei Verschubsignalen am Standort eines Hauptsignals wurden daher die Lampen für den Begriff „Verschubverbot“ außer Betrieb genommen und die Laternen im Lauf der Zeit entfernt. Bei den neuen Standardsignalen wurde das Verschubsignal in den Signalschirm integriert. Wenn ein Hauptsignal weiterhin nur für Zugfahren gelten sollte, wurde an dessen Signalschirm das Signal „Verschubverbot aufgehoben“ in Form von zwei weißen Reflektoren angebracht.
- Für jedes Vorsignal war nun mindestens eine Abstandstafel vorgeschrieben. Dafür entfiel die Vorsignaltafel.
- Die Nachtzeichen der Formsignale entfielen vollständig, dafür erhielten die Signalflügel und -scheiben reflektierende Oberflächen. In diesem Zusammenhang wurde für ein positives Signalbild von Formvorsignalen ein grüner Balken mit weißen Enden eingeführt, den die in Fahrtstellung waagerecht liegende Vorsignalscheibe freigibt. Voraussetzung für das Abschaffen der Nachtzeichen war das Ausrüsten aller Triebfahrzeuge und Steuerwagen mit echten Scheinwerfern.

Diese Signalvorschrift gilt mit Änderungen und Ergänzungen bis heute im gesamten Netz der Österreichischen Bundesbahnen. Die meisten anderen Eisenbahninfrastrukturunternehmen haben ihre eigenen Betriebs- und Signalvorschriften eng an die Vorschriften der Österreichischen Bundesbahnen angelehnt. Im Jahr 2014 wurden durch eine Novelle zur Eisenbahnbau- und -betriebsverordnung die Eisenbahnsignale (für normalspurige Haupt- und Nebenbahnen) erstmals wieder auch staatlich geregelt.

## Fahrsignale

### Hauptsignale

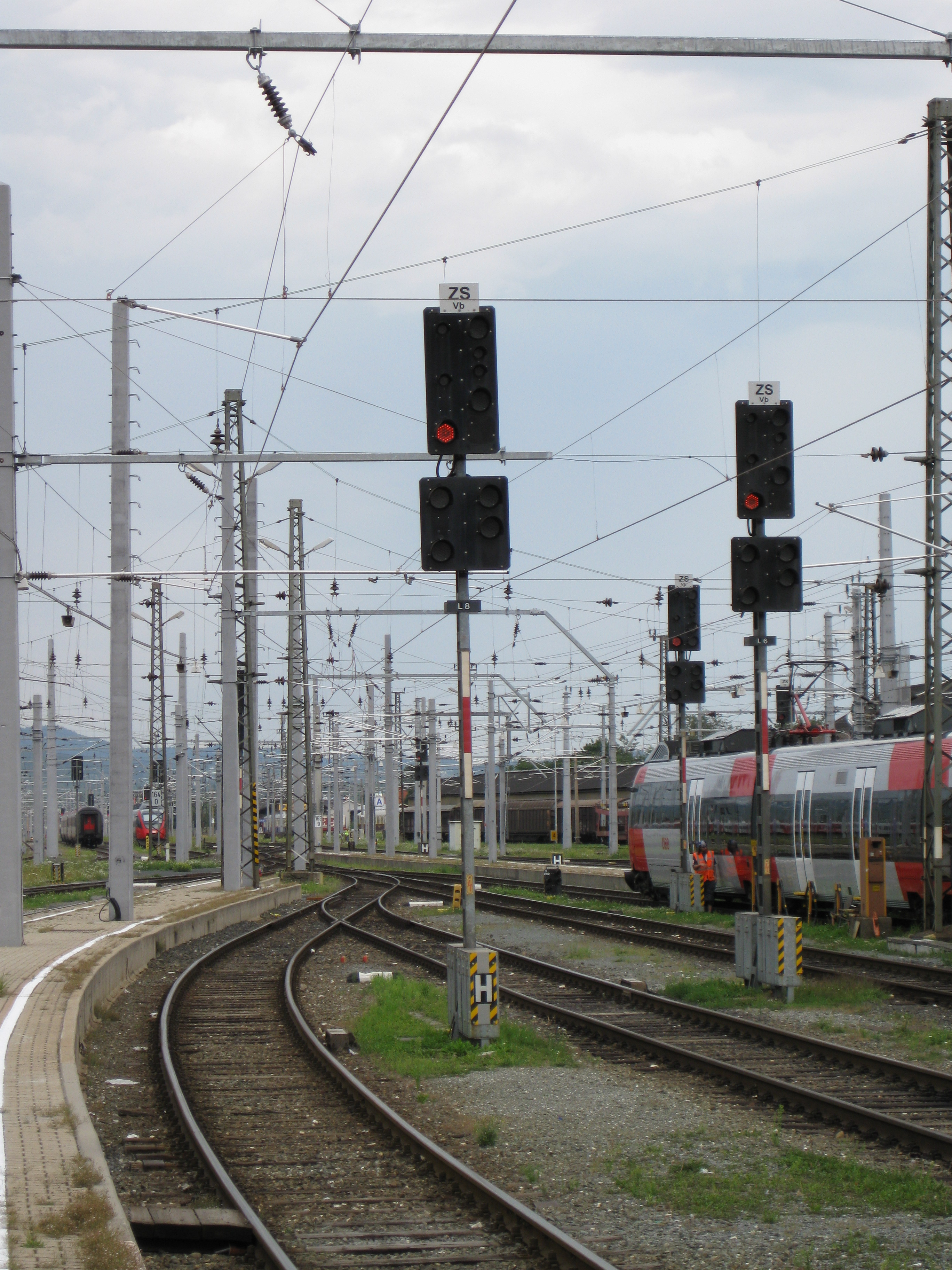
Hauptsignal mit Begriff „Halt“.
Das Vorsignal ist dunkel geschaltet.

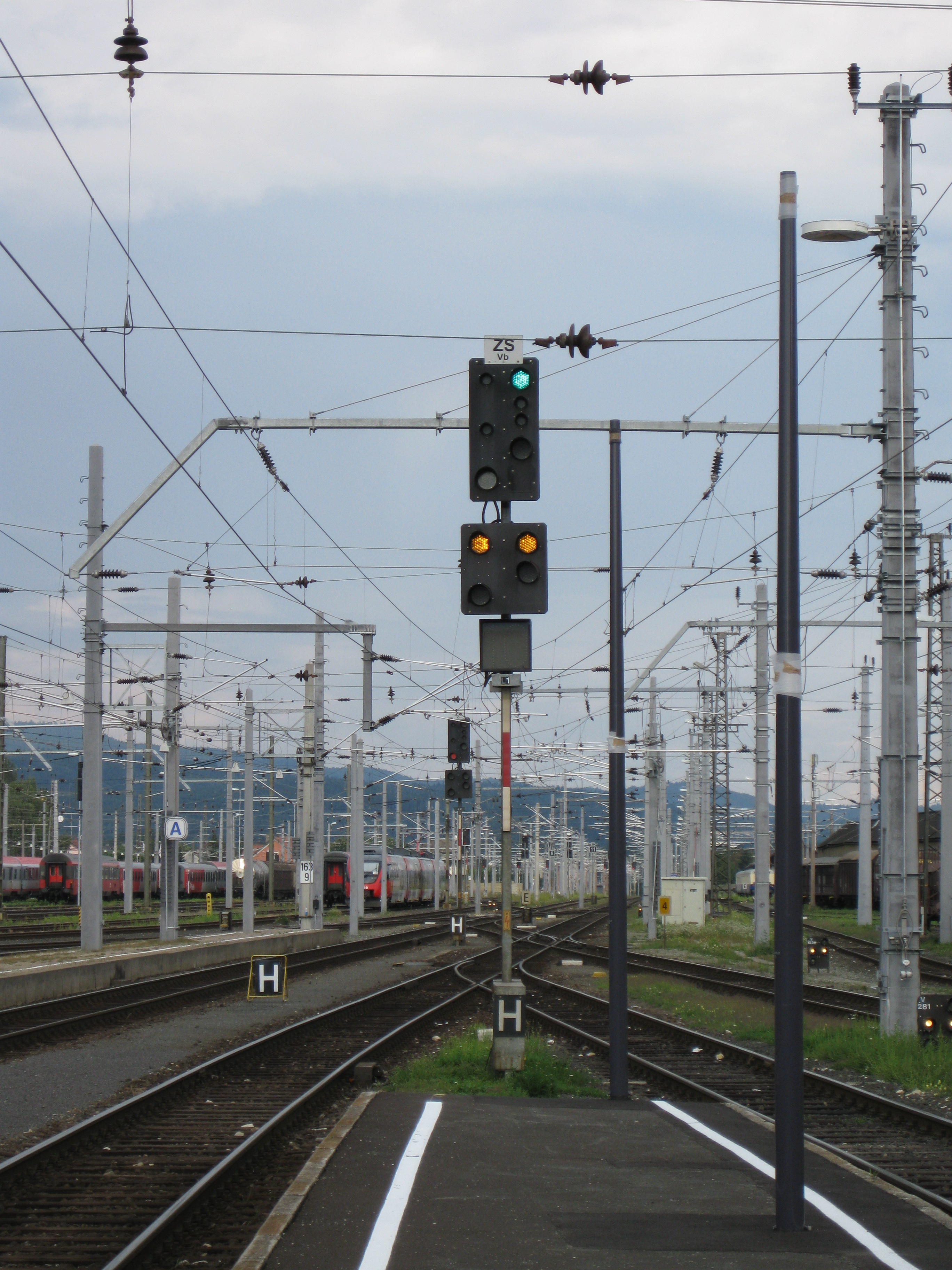
Hauptsignal mit Begriff „Frei“.
Das Vorsignal zeigt „Vorsicht“ an.

Hauptsignale zeigen an, ob der anschließende Gleisabschnitt befahren werden darf. Zudem können sie auf die zulässige Geschwindigkeit im Weichenbereich hinweisen. Eine am Hauptsignal signalisierte Geschwindigkeit ist immer im gesamten Weichenbereich einzuhalten. Wenn sich die Geschwindigkeit im Weichenbereich ändert, wird dies durch einen Geschwindigkeitsanzeiger signalisiert. Herabgesetzte Geschwindigkeiten werden am Hauptsignal durch einen Geschwindigkeitsvoranzeiger angekündigt.
Sie gelten grundsätzlich für Zugfahrten. Nur in Haltestellung gelten sie auch für Verschubfahrten (Rangierfahrten). Ungültige Hauptsignale werden durchgekreuzt und ausgeschaltet.
Als Hauptsignale gelten Einfahr-, Ausfahr-, Zwischen-, Block- und Deckungssignale.
- Einfahrsignale werden zur Deckung der Bahnhöfe und zur Regelung der Einfahrt der Züge benutzt.
- Ausfahrsignale regeln die Ausfahrt der Züge.
- Zwischensignale, die es nur in den Bahnhöfen gibt, unterteilen die Hauptgleise in Fahrwegsabschnitte und dienen zur Sicherung von Weichen- und Gleiskreuzungen, die nicht von Ein- und Ausfahrtsignalen abhängig sind.
- Blocksignale werden auf der freien Strecke verwendet. Sie unterteilen die Strecke in Blockabschnitte.
- Deckungssignale werden zur Absicherung von Gefahrenstellen auf der freien Strecke eingesetzt.

Hauptsignale stehen in der Regel rechts oder über den Gleisen. Einfahr-, Block- und Deckungssignale stehen auf zweigleisigen Strecken immer außerhalb neben oder über den Gleisen.
Ist ein Hauptsignal für mehrere Gleise gültig, wird es als Gruppensignal verwendet. Jedoch gelten die betrieblichen Bestimmungen solcher Signale nicht, wenn es mit Schutzsignalen ergänzt ist.
Das Standardhauptsignal von 1980 hat ein einheitliches Aussehen, egal welche Funktion es hat. Es hat das Verschubsignal integriert, dessen Lampen sind jedoch kleiner. In der Praxis werden nicht benötigte Lampen weggelassen.
| linke Seite                                                  |  | rechte Seite                                                                               |
| ------------------------------------------------------------ |  | ------------------------------------------------------------------------------------------ |
| weiß (Ersatz) oder rot (Vorsicht) weiß (Verschub) rot (Halt) |  | grün (Frei) weiß (Verschub) grün (Abfahrt) gelb (Frei mit 40 km/h) grün (Frei mit 60 km/h) |

Alle Haupt- und Schutzsignale haben ein rückstrahlendes, weiß-rot-weißes Mastschild, das sogenannte Signal „Kennzeichnung“. Bei Signalen auf Signalbrücken und bei Zwergsignalen wurde das Mastschild früher direkt auf dem Signalschirm zwischen den zwei Lampenreihen angebracht. Heute wird es, um bei Schutzsignalen Platz für den mittig lotrechten weißen Streifen zu schaffen, seitlich am Signalschirm angebracht. Ist das Signal untauglich, etwa auch bei Ausfall des Rotlichts, darf am Signal nur auf besonderen Auftrag vorbeigefahren werden.

#### Signalbilder
Für die Hauptsignalbilder werden vier Lampen mit drei Farben verwendet: rot, gelb, und grün. Die vier kleineren Lampen dienen zur Darstellung der anderen integrierten Signale (nach Bedarf können das Begriffe eines Schutzsignals, Verschubsignals, Ersatzsignals, Vorsichtssignals oder Abfahrtsignals sein).
| Signalbegriff    | Signalbild und Beschreibung                                                                             | Lichtsignal | Formsignal | Signalbegriff    | Signalbild und Beschreibung | Lichtsignal | Formsignal |
| ---------------- | --- | ----------- | ---------- | ---------------- | --- | ----------- | ---------- |
| Halt             | Lichtsignal: ein rotes Licht; Formsignal: ein waagerechter (und optional ein senkrechter) Signalflügel. |             |            | Frei             | Lichtsignal: ein grünes Licht; Formsignal: ein diagonaler Signalflügel nach rechts oben (und optional ein senkrechter Signalflügel darunter). |             |            |
| Frei mit 60 km/h | Lichtsignal: ein grünes Licht, darunter ein grünes Licht.                                               |             |            | Frei mit 40 km/h | Lichtsignal: ein grünes Licht, darunter ein gelbes Licht; Formsignal: zwei diagonale Signalflügel untereinander nach rechts oben.             |             |            |

Durch einen Geschwindigkeitsanzeiger am Signalmast kann eine andere Geschwindigkeit bestimmt werden. Dabei ist nach § 29 EisbBBV der Signalbegriff „Frei“ nur zu zeigen, wenn die örtlich zulässige Geschwindigkeit der jeweiligen Strecken erlaubt ist. Sind Fahrten auf mehrere Strecken möglich, ist „Frei“ nur bei Fahrten auf die Strecke mit der höchsten Geschwindigkeit zu zeigen. Liegen die Voraussetzungen für den Begriff „Frei“ nicht vor, wird der Begriff „Frei mit 60 km/h“ gezeigt, wenn zumindest 60 km/h zulässig sind. Andernfalls ist der Begriff „Frei mit 40 km/h“ zu zeigen. Dieser ist außerdem bei Einfahrten in ein Stumpfgleis und in Fällen vorgesehen, in denen ein nicht in Bremsweglänge aufgestelltes Schutzsignal folgt. Weiters auch bei „Kurzen Einfahrten“ wenn auf den Schutzweg hinter dem folgenden Hauptsignal oder Signal Fahrwegende verzichtet wird.
Die Formsignale sind Übergangssignale und dürfen daher grundsätzlich nicht mehr neu errichtet werden. Die Form-Hauptsignale sind durch Form-Vorsignale, die Licht-Hauptsignale durch Licht-Vorsignale anzukündigen.

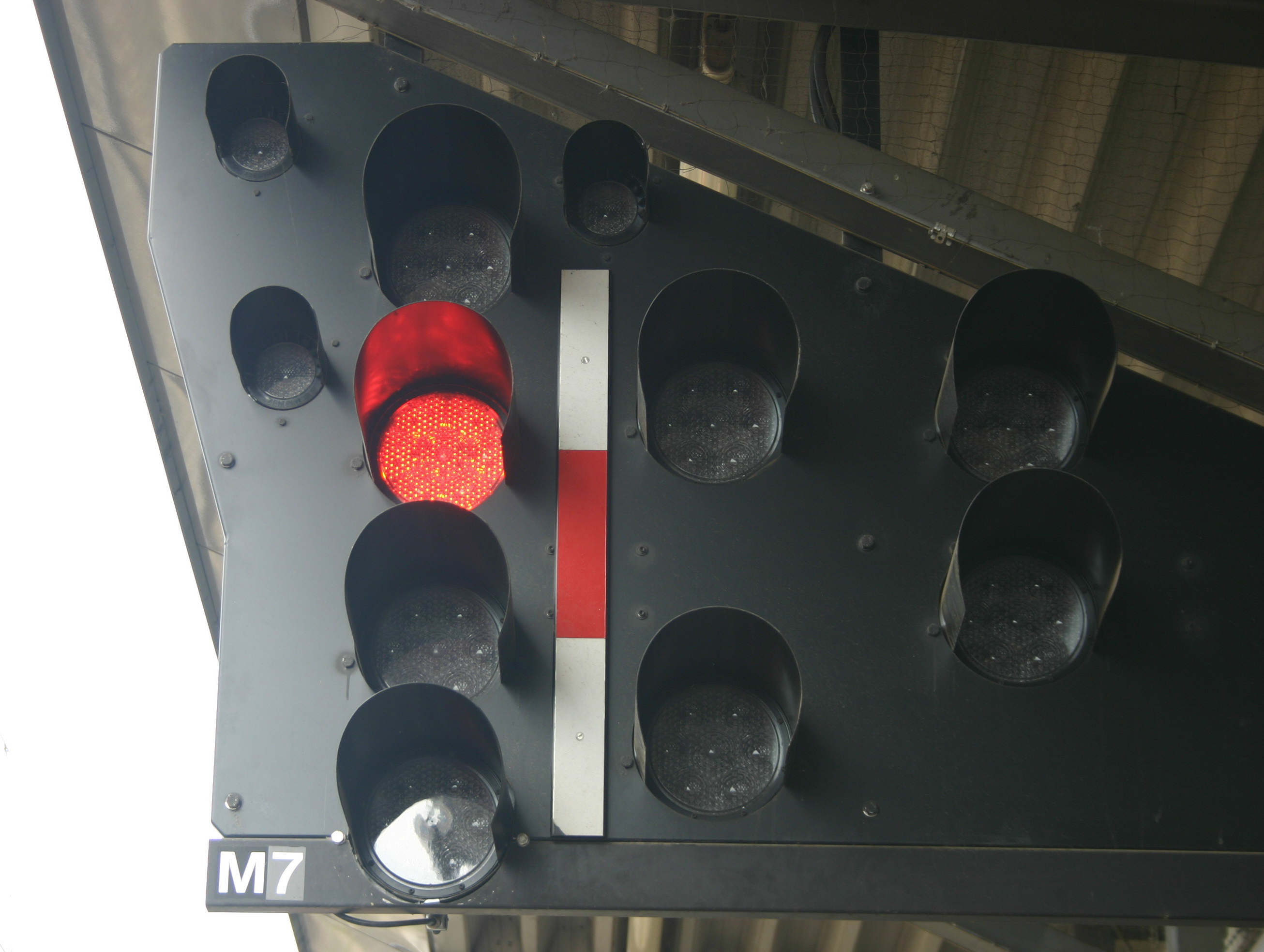
Kompakte Anordnung von einspaltigem Haupt- und Vorsignal am Bahnsteig 1 des Grazer Hauptbahnhofes

### Vorsignale
Lichtvorsignale kündigen das Signalbild an, das beim dazugehörigen Hauptsignal zu erwarten ist. Befindet sich das Vorsignal jedoch an einem Haupt- oder Schutzsignal und zeigt dieses keine Freistellung an, ist das Vorsignal dunkelgeschaltet.
Formvorsignale zeigen nur an, ob das dazugehörige Hauptsignal Halt oder einen Freibegriff zeigt.
Vorsignale auf der Strecke haben einen festgeschriebenen, durch die zulässigen Geschwindigkeit und örtliche Bedingungen bestimmten Bremsabstand zum Hauptsignal. Sie stehen entweder auf derselben Seite wie das zugehörige Hauptsignal oder über dem Gleis. In Bahnhöfen werden Vorsignale rechts oder über dem Gleis aufgestellt. Vorsignale, die zusammen mit einem Hauptsignal aufgestellt werden, befinden sich gewöhnlich unter diesem, auf einer Signalbrücke rechts oder links daneben. Aus Platzgründen (z. B. im Bahnhofsbereich unter einem Bahnsteigdach) werden auch andere Anordnungen verwendet.
Vorsignale zu Ausfahr- und Zwischensignalen können auch den Begriff Vorsicht zeigen, um ein haltzeigendes Schutzsignal sowie eine Herabsetzung der Geschwindigkeit im Weichenbereich anzukündigen. Solche Vorsignale sind durch ein weiß umrandetes Signalschild gekennzeichnet.
Die Bauart der Lichtsignale wurde bei der Einführung des vierten Fahrbegriffs 1954 von der Schweiz übernommen, allerdings ohne die in der Schweiz für zwei weitere Begriffe nötige fünfte Lampe.
Anstelle eines Vorsignal konnten Hauptsignale bei einer örtlich zulässigen Geschwindigkeit von maximal 60 km/h bis 2005 auch mit einer Kreuztafel angekündigt werden. Seit 2005 werden hierfür Vorsignalattrappen verwendet, welche „Vorsicht“ mit zwei Rückstrahlenden gelben Punkten auf einer Schwarzen Tafel oder einer ein rückstrahlend runden gelben Scheibe mit schwarz-weißem Rand signalisieren. Je nachdem ob ein Form- oder Lichthauptsignal angekündigt wird.

#### Signalbilder
| Signalbegriff                | Signalbild | Lichtsignal | Formsignal | Signalbegriff                | Signalbild | Lichtsignal | Formsignal                  |
| ---------------------------- | --- | ----------- | ---------- | ---------------------------- | --- | ----------- | --------------------------- |
| Vorsicht                     | Zwei gelbe Lichter nebeneinander; Beim Formsignal ein rückstrahlend runde gelbe Scheibe, mit schwarz-weißem Rand. |             |            | Hauptsignal frei             | Zwei diagonale grüne Lichter; Beim Formsignal ein rückstrahlendes grünes Rechteck mit zwei weißen Ecken. Die gelbe Kreisscheibe ist dabei zurückgeklappt.                                                             |             |                             |
| Hauptsignal frei mit 60 km/h | Zwei diagonale grüne Lichter, oben links ein gelbes Licht.                                                        |             |            | Hauptsignal frei mit 40 km/h | Zwei gelbe Lichter nebeneinander, unten links ein grünes Licht; Formsignal bei planmäßiger Fahrt in die Ablenkung in Stellung „Hauptsignal frei“, bei außerplanmäßiger Fahrt in die Ablenkung in Stellung „Vorsicht“. |             | Planmäßig: Nicht planmäßig: |

Die früher übliche Vorsignaltafel gibt es seit 1980 nicht mehr.

#### Abstandstafel
Die Vorsignale sind immer mit zumindest einer Abstandstafel anzukündigen.
Grundsätzlich werden 3 Abstandstafeln aufgestellt, bei Bedarf können es bis zu 5 Tafeln sein. Bei einer örtlich zulässigen Geschwindigkeit von 60 km/h reicht eine Tafel aus. Bei alleinstehenden Vorsignalen im Bahnhof und bei Vorsignalattrappen können die Abstandstafeln entfallen.
| Signalbegriff | Signalbild | Formsignal |
| ------------- | --- | ---------- |
| Abstandstafel | Eine senkrecht stehende, rechteckige weiße Tafel mit einem oder mehreren nach rechts ansteigenden schwarzen Streifen, deren Anzahl in der Fahrtrichtung abnimmt. |            |

### ETCS-Signale
Die ETCS-Signale kommen auf Streckenabschnitten zum Einsatz, wo die Fahrten ausschließlich mit ETCS Level 2 über Führerstandsignalisierung geführt werden und auf ortsfeste Hauptsignale verzichtet wird. Diese Signale ergeben sich aus den einschlägigen TSI. Sie sind in der Eisenbahnbau- und Betriebsverordnung nicht vorgesehen, jedoch in im Signalbuch der ÖBB geregelt.
Das Signal „ETCS Stop Marker“ dient der Kennzeichnung des Orts, an dem eine in der ETCS-Betriebsart Staff Responsible fahrende Zug- oder Nebenfahrt und eine Zug- oder Nebenfahrt bei fehlender ETCS-Fahrerlaubnis halten muss. Das Signal steht an Stellen, an denen bei vollständiger Signalisierung Haupt- oder Schutzsignale stehen würden. Am Standort dieser Signale können Verschubsignale angebracht sein. Die Signale „ETCS Location Marker“ können zur Unterteilung von Blockabschnitten an Stelle von Blocksignalen aufgestellt werden. Beide ETCS-Signale kennzeichnen mögliche Endpunkte einer ETCS-Fahrerlaubnis.
Die Signalmaste der ETCS-Signale sind wie die Haupt- und Schutzsignale, die sie ersetzen, mit einem weiß-rot-weißen Mastschild versehen.
| Signalbegriff    | Signalbild | Formsignal | Signalbegriff        | Signalbild | Formsignal |
| ---------------- | --- | ---------- | -------------------- | --- | ---------- |
| ETCS Stop Marker | Eine blaue quadratische Tafel mit einem weiß umrandeten gelben Pfeil. Das Signal ist rückstrahlend. (Der Pfeil zeigt zum Gleis.) |            | ETCS Location Marker | Eine weiße quadratische rückstrahlende Tafel mit schwarzem Rand mit einem schwarzen Pfeil. (Der Pfeil zeigt zum Gleis.) |            |

### Schutzsignale

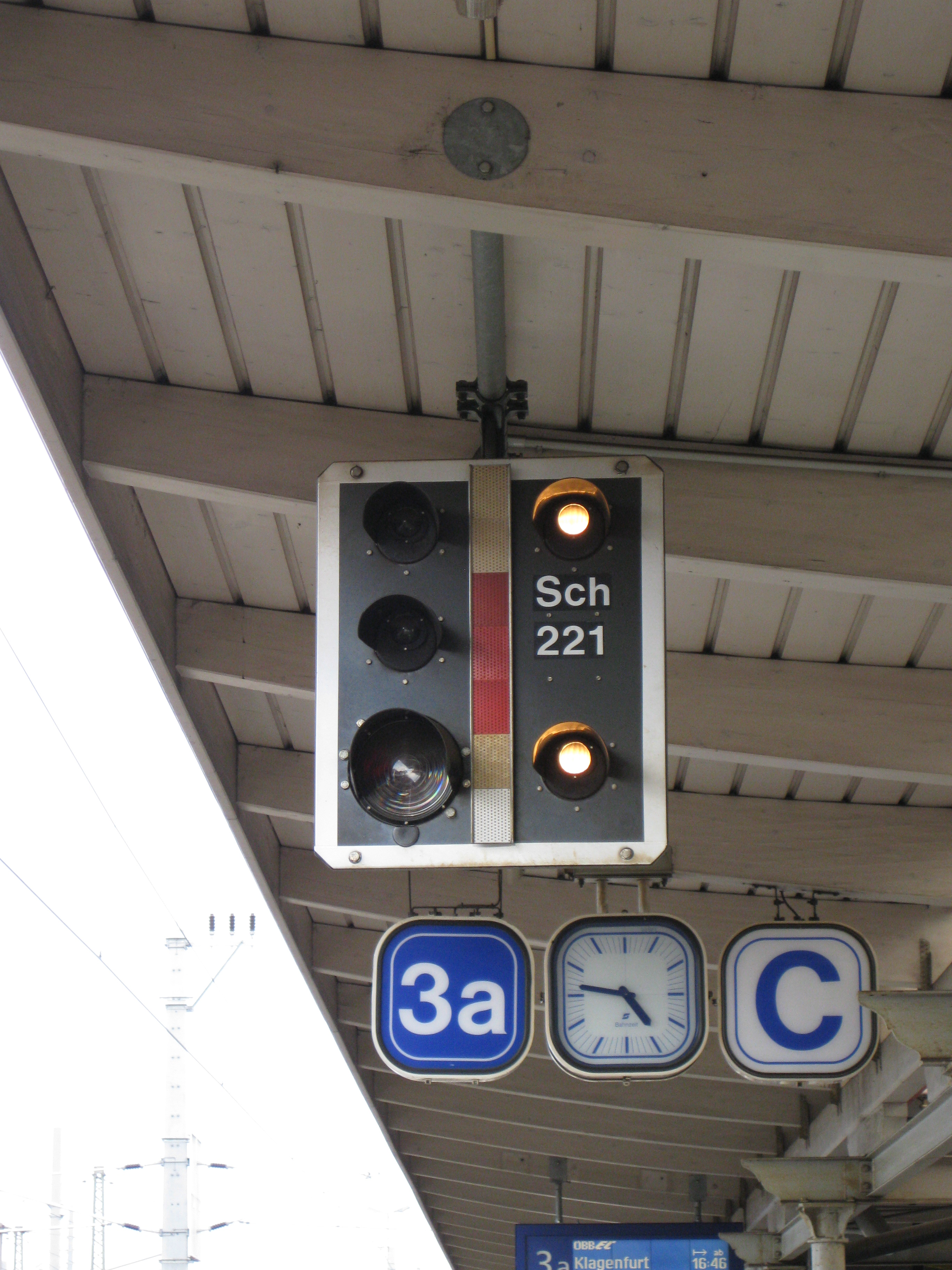
Reines Schutzsignal mit Begriff „Fahrverbot aufgehoben“

Schutzsignale werden installiert, um anzuzeigen, ob der anschließende Gleisabschnitt befahren werden darf. Sie werden
- zur Unterteilung der Hauptgleise in Fahrwegabschnitte,
- zur Ergänzung von Gruppenhauptsignalen und
- zur Kennzeichnung des Endes eines Einfahrgleises verwendet.

Da die Schutzsignale nur auf Bahnhöfen aufgestellt werden, befinden sie sich immer rechts neben oder über dem zugehörigen Gleis. Sie haben einen weißen Rand und eine Kennung mit „Sch“.
Für Zugfahrten bedeutet das Signal „Fahrverbot aufgehoben“, dass in den nachfolgenden Fahrwegabschnitt mit der Geschwindigkeit eingefahren werden darf, die zuvor am Hauptsignal oder Geschwindigkeitsanzeiger angezeigt wurde. Befindet sich ein Geschwindigkeitsanzeiger beim Schutzsignal, gilt dessen angezeigte Geschwindigkeit.
Für Verschubfahrten bedeutet das Signal „Fahrverbot aufgehoben“ auf einem Signalschirm ohne den mittigen lotrechten weißen Streifen, dass die Zustimmung für die Verschubfahrt gegeben wurde. An Standorten mit dem Streifen wird die Zustimmung zur Verschubfahrt mit dem Signal „Verschubverbot aufgehoben“ gegeben.
Auch alle Schutzsignale haben ein weiß-rot-weißes Mastschild. Ist das Signal untauglich, etwa auch bei Ausfall des Rotlichts, darf – wie bei Hauptsignalen – am Signal nur auf besonderen Auftrag vorbeigefahren werden.

#### Signalbilder
Schutzsignal alter Bauart (ohne lotrechten weißen Streifen):
| Signalbegriff | Signalbild und Beschreibung             | Lichtsignal | Signalbegriff         | Signalbild und Beschreibung                             | Lichtsignal |
| ------------- | --------------------------------------- | ----------- | --------------------- | ------------------------------------------------------- | ----------- |
| Fahrverbot    | Ein rotes Licht. Gilt für alle Fahrten. |             | Fahrverbot aufgehoben | Zwei weiße Lichter übereinander. Gilt für alle Fahrten. |             |

Schutzsignal neuer Bauart (mit lotrechtem weißen Streifen):
| Signalbegriff | Signalbild und Beschreibung                                                                   | Lichtsignal | Signalbegriff         | Signalbild und Beschreibung                                      | Lichtsignal |
| ------------- | --------------------------------------------------------------------------------------------- | ----------- | --------------------- | ---------------------------------------------------------------- | ----------- |
| Fahrverbot    | Ein rotes Licht. Gilt für alle Fahrten. Verschubfahrten werden mit Verschubsignal zugelassen. |             | Fahrverbot aufgehoben | Zwei weiße Lichter übereinander. Gilt für Zug- und Nebenfahrten. |             |

### Verschubsignale
Verschubsignale werden benötigt, um Fahrsignale für Verschubfahrten zu geben. Bis 1980 galten die Hauptsignale nicht für Verschubfahrten, es bedurfte daher immer eigener Signale für den Verschub. Seit 1980 gilt der Haltbegriff des Hauptsignals für alle Fahrten, ein zusätzliches Verschubverbot ist seit damals an Hauptsignalen nicht mehr notwendig. Das stattdessen notwendig gewordene „Verschubverbot aufgehoben“ wurde in den Schirm des Standard-Hauptsignals integriert. Alleinstehende Verschubsignale sind heute normalerweise als Zwergsignale ohne Mast und in niedriger Ausführung gebaut, die erlaubte Höchstgeschwindigkeit beträgt 25 km/h.

#### Signalbilder
Als Signallampen werden jeweils zwei weiße Lampen verwendet. Da keine Geschwindigkeiten oder Richtungen signalisiert werden, genügen zwei Begriffe.
| Das Signal zeigt | Signalbild | Lichtsignal | Hauptsignal | Schutzsignal | Das Signal zeigt          | Signalbild                                                                                             | Lichtsignal | Hauptsignal | Schutzsignal |
| ---------------- | --- | ----------- | ----------- | ------------ | ------------------------- | --- | ----------- | ----------- | ------------ |
| Verschubverbot   | Zwei weiße Lichter horizontal. Wird auf Haupt- und Schutzsignalen nicht angezeigt, da deren Haltbegriffe auch für Verschubfahrten gelten. |             |             |              | Verschubverbot aufgehoben | Zwei weiße Lichter nach rechts aufsteigend. Haupt- und Schutzsignale zeigen weiterhin den Haltbegriff. |             |             |              |

Als Übergangssignale sind in den Vorschriften noch Form-Verschubsignale mit den beiden Signalbegriffen „Verschubverbot“ und „Verschubverbot aufgehoben“ vorgesehen, die in ihrem Aussehen den deutschen Signalen Sh 0 und Sh 1 entsprechen. Dabei handelt es sich um die von der Reichsbahn in Österreich eingeführten Sperrsignale. Historisch gab es noch österreichische Formverschubsignale mit einer quadratischen, auf der Ecke stehenden durchbrochenen blauen Scheibe mit weißem Rand; Verschubverbot wurde durch die senkrecht stehenden Scheibe, mit einem blauen Licht als Nachtsignal signalisiert, bei Verschubverbot aufgehoben wurde die Scheibe (wie bei einem mechanischen Vorsignal) um 90° nach hinten geklappt und weißes Licht gezeigt. Diese Nachtzeichen wurden auch bei den Lichtverschubsignalen der BBÖ verwendet.
Vor einem Verschubsignal, das für mehrere Gleise gültig ist, müssen Verschubfahrten in jedem Fall einen zusätzlichen Auftrag zur Weiterfahrt abwarten. Solche Verschubsignale sind mit dem Verschubsignalzusatz, einem rückstrahlenden weißen Dreieck im rechten unteren Eck, gekennzeichnet.
Für den Verschubdienst gibt es außerdem zwei feste Signale:
| Verschubhalttafel |  | Verschubfahrten dürfen den Bahnhofsbereich nicht verlassen. Die Verschubhalttafeln zeigen die Grenze an, bis zu der Verschubfahrten zulässig sind.                                |
| Wartesignal       |  | Verschubfahrten müssen zur Weiterfahrt einen Auftrag abwarten. Dieser kann durch Handsignale, mündlich, über Funk oder durch das Signal Verschubverbot aufgehoben erteilt werden. |

Zu den Verschubsignalen gehören auch die von Betriebsbediensteten mit roter Signalfahne (Tagessignal) oder mit einer Handlaterne mit weißem Licht (Nachtsignal) gegebenen Hand-Verschubsignale.

### Sperrsignale
Sperrsignale werden benötigt, um
- Stumpfgleisabschlüsse und Gleistore anzuzeigen,
- die Stellung eines Sperrschuhes anzuzeigen oder
- die Befahrbarkeit von Gleisbrückenwaagen, Drehscheiben und Schiebebühnen anzuzeigen.

Das Signal befindet sich bei Stumpfgleisabschlüssen grundsätzlich rechts oder in der Mitte des Gleises. Ansonsten befindet sich das Signal an der jeweiligen Einrichtung, die das Signal erfordert.
| Bezeichnung          | Signalbild                                                | Formsignal | Bezeichnung         | Signalbild                                               | Formsignal |
| -------------------- | --------------------------------------------------------- | ---------- | ------------------- | -------------------------------------------------------- | ---------- |
| Weiterfahrt verboten | Ein weißer rückstrahlender Kreisring auf schwarzem Grund. |            | Weiterfahrt erlaubt | Ein weißes rückstrahlendes Rechteck auf schwarzem Grund. |            |

## Zusatzsignale für die Haupt-, Vor- und Schutzsignale und „ETCS Stop Marker“
Die Zusatzsignale sollen die Bedeutungen der Haupt-, Vor- und Schutzsignale ergänzen und auf deren Standort hinweisen. Zudem können bestimmte Zusatzsignale die Fahrt an einem Halt zeigenden oder gestörten Haupt- oder Schutzsignal erlauben.

### Ersatz- und Vorsichtssignal

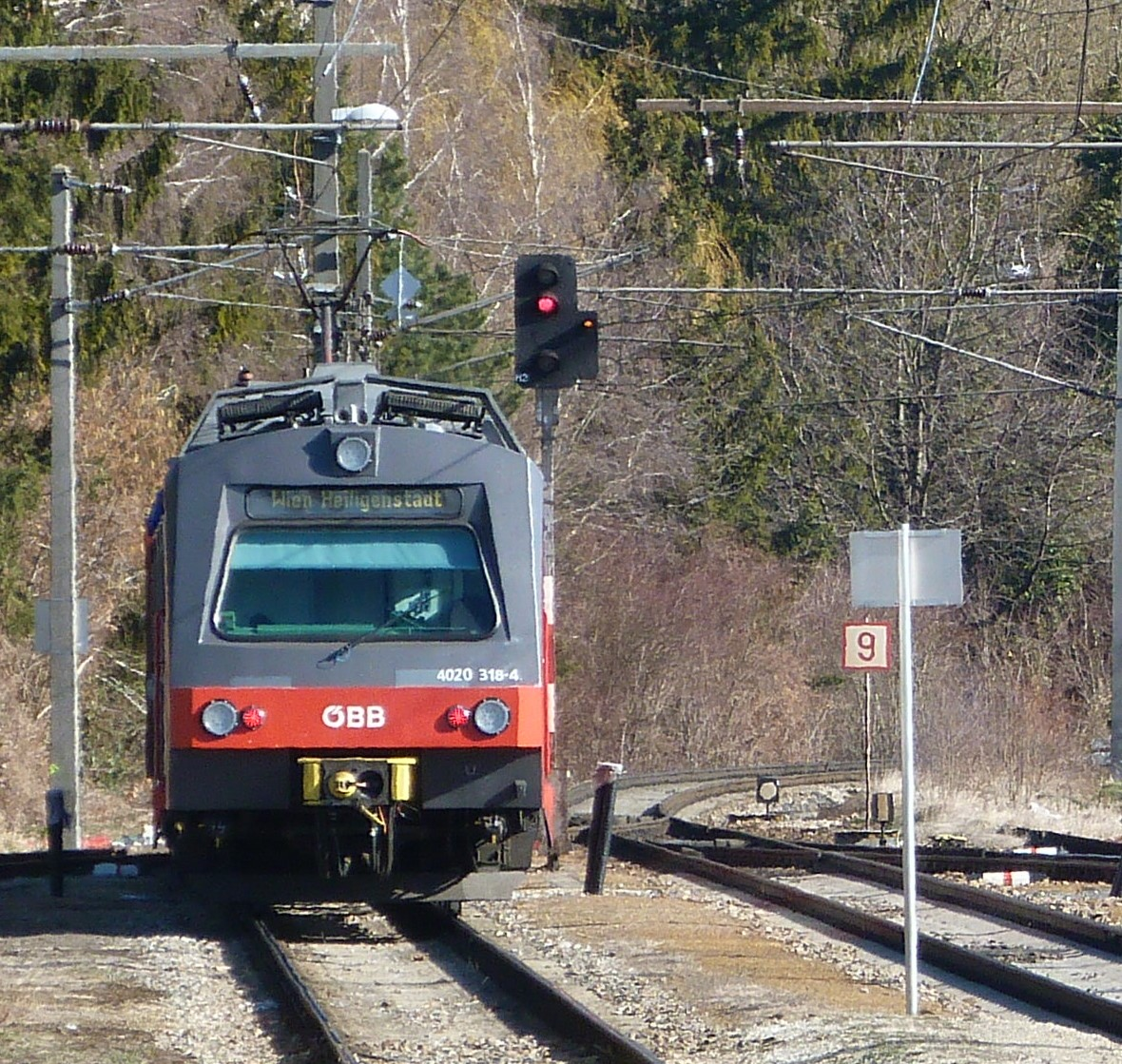
Ausfahrt auf Ersatzsignal

Wenn ein Haupt- oder Schutzsignal z. B. aufgrund einer technischen Störung oder bei Bauarbeiten untauglich ist, wird das Ersatzsignal oder das Vorsichtssignal verwendet. Dieses erlaubt die Vorbeifahrt am untauglichen Haupt- oder Schutzsignal.
Beim Ersatzsignal darf der anschließende Weichenbereich mit maximal 40 km/h befahren werden, bei Schmalspurbahnen mit 20 km/h.
Beim Vorsichtssignal darf bis zum nächsten Haupt- oder Schutzsignal auf Sicht maximal mit 30 km/h gefahren werden. Bei Schmalspurbahnen auf Sicht maximal 20 km/h. Anders als beim Ersatzsignal kann das Gleis in das der Zug hineinfährt besetzt sein.
Wird in diesem Gleisabschnitt ein alleinstehender Geschwindigkeitsanzeiger, welcher mehr als die oben angegebene Geschwindigkeit signalisiert, angetroffen, ist dieser ungültig. Wenn er weniger signalisiert, gilt er sehr wohl. Dies gilt auch für Geschwindigkeitsanzeiger am Haupt- oder Schutzsignal, an welchem das Ersatzsignal leuchtet.
| Signalbegriff | Signalbild                  | Lichtsignal | Signalbegriff   | Signalbild                 | Lichtsignal |
| ------------- | --------------------------- | ----------- | --------------- | -------------------------- | ----------- |
| Ersatzsignal  | ein weißes blinkendes Licht |             | Vorsichtssignal | ein rotes blinkendes Licht |             |

Das Ersatz- oder Vorsichtssignal befindet sich am Signalschild des Haupt- oder Schutzsignals. Bei Formsignalen wurde das Ersatzsignal am Mast angebracht. Sollte örtlich eine Sichtbehinderung vorhanden sein, können Ersatzsignale von Signalnachahmern angekündigt werden.
Die Vorbeifahrt am untauglichen Haupt- oder Schutzsignal kann auch durch das Signal „Vorbeifahrt erlaubt“ erlaubt werden. Dieses wird tagsüber gegeben, indem ein Betriebsbediensteter eine Signalfahne lotrecht auf- und abwärts bewegt. Nachts wird eine weiße Lampe lotrecht auf- und abwärts bewegt. Das Signal muss solange gegeben werden, bis das führende Triebfahrzeug den Signalgeber passiert hat. Auch hier gelten dieselben Höchstgeschwindigkeiten wie beim Ersatz- und Vorsichtssignal. Der Triebfahrzeugführer darf das Signal nur dann befolgen, wenn er zuvor schriftlich über die Untauglichkeit des Haupt- oder Schutzsignals informiert und zur Beachtung des Signals „Vorbeifahrt erlaubt“ beauftragt wurde.

### Signalnachahmer
Wenn die vorgeschriebene Sichtweite (in Metern der zweieinhalbfache Wert der am Signal zulässigen Geschwindigkeit in km/h, mindestens 100 m) zum Hauptsignal nicht ausreicht, werden Signalnachahmer aufgestellt, damit der Triebfahrzeugführer den Signalbegriff des Hauptsignals angekündigt bekommt.
| Signalbegriff                                           | Signalbild                                                            | Lichtsignal | Signalbegriff                  | Signalbild                                                           | Lichtsignal |
| ------------------------------------------------------- | --------------------------------------------------------------------- | ----------- | ------------------------------ | -------------------------------------------------------------------- | ----------- |
| Hauptsignal zeigt Halt                                  | Ein waagrechter weißer Strich auf einem senkrechten Strich.           |             | Hauptsignal zeigt Frei         | Ein diagonaler Strich nach rechts oben auf einem senkrechten Strich. |             |
| Hauptsignal zeigt Frei mit Geschwindigkeitsbeschränkung | Ein diagonaler Strich nach rechts unten auf einem senkrechten Strich. |             | Hauptsignal zeigt Ersatzsignal | Wie Signalbild Halt. Zusätzlich unten ein weißes blinkendes Licht.   |             |

Wenn ein Signalnachahmer mit einem 1000-Hz-Magneten ausgerüstet ist, leuchten die Lichtpunkte gelb und das Signalschild ist gelb umrandet.

### Geschwindigkeitsanzeiger

Beispiel: Hauptsignal GA Vorsignal GVA

Geschwindigkeitsanzeiger werden verwendet
- um ein Hauptsignal zu ergänzen (wenn Geschwindigkeiten außer 40 oder 60 km/h signalisiert werden sollen),
- um ein Schutzsignal zu ergänzen (das selbst keine Geschwindigkeit signalisieren kann),
- als Einzelsignal um eine Geschwindigkeitsänderung im Weichenbereich zu signalisieren oder
- zur Anzeige einer kurzen Einfahrt (Stumpfgleis) (Geschwindigkeitsanzeiger 40 km/h auf Bremsweglänge).

Die Geschwindigkeitsanzeiger zeigen eine Zahl, die einem Zehntel der zulässigen Geschwindigkeit im km/h entspricht, z. B. 12 für 120 km/h oder 3,5 für 35 km/h. Wenn ein Geschwindigkeitsanzeiger am Standort eines Haupt- oder Schutzsignals steht, wird er über dem Signalschirm installiert. Bei älteren Signalen wurden sie auch unter dem Signalschirm angebracht. Ansonsten stehen die Geschwindigkeitsanzeiger immer rechts neben dem zugehörigen Gleis.
Geschwindigkeitsanzeiger werden durch Geschwindigkeitsvoranzeiger angekündigt, wenn die Geschwindigkeit um mehr als 10 km/h herabgesetzt wird. Bei Erforderlichkeit können auch Geschwindigkeitsanzeiger angekündigt werden, die ein Hauptsignal aufwerten, also eine höhere Geschwindigkeitsbegrenzung erlauben. Dafür werden Geschwindigkeitsvoranzeiger am Vorsignal verwendet.
| Bezeichnung                 | Signalbild | Lichtsignal | Formsignal |
| --------------------------- | --- | ----------- | ---------- |
| Geschwindigkeitsanzeiger    | Lichtsignal: Eine schwarze viereckige Tafel mit einer weiß leuchtenden Zahl. Formsignal: Eine viereckige schwarze Tafel mit weißen Rand und weißer Zahl. |             | 8          |
| Geschwindigkeitsvoranzeiger | Lichtsignal: Eine viereckige schwarze Tafel mit einer gelb leuchtenden Zahl. Formsignal: Eine dreieckige schwarze Tafel mit gelben Rand und Zahl.        |             | true       |

Mit dem Signal Gelbes Trapez werden Geschwindigkeitsvoranzeiger mit den Kennzahlen 7; 7,5; 8; 8,5; 9 und 9,5 gekennzeichnet, die mit einem 1000 Hz-Magneten der punktförmigen Zugbeeinflussung abgesichert sind.
|               | Signalbild                           | Formsignal |
| ------------- | ------------------------------------ | ---------- |
| Gelbes Trapez | Nicht rückstrahlendes gelbes Trapez. | true       |

## Geschwindigkeitstafel und Langsamfahrsignale

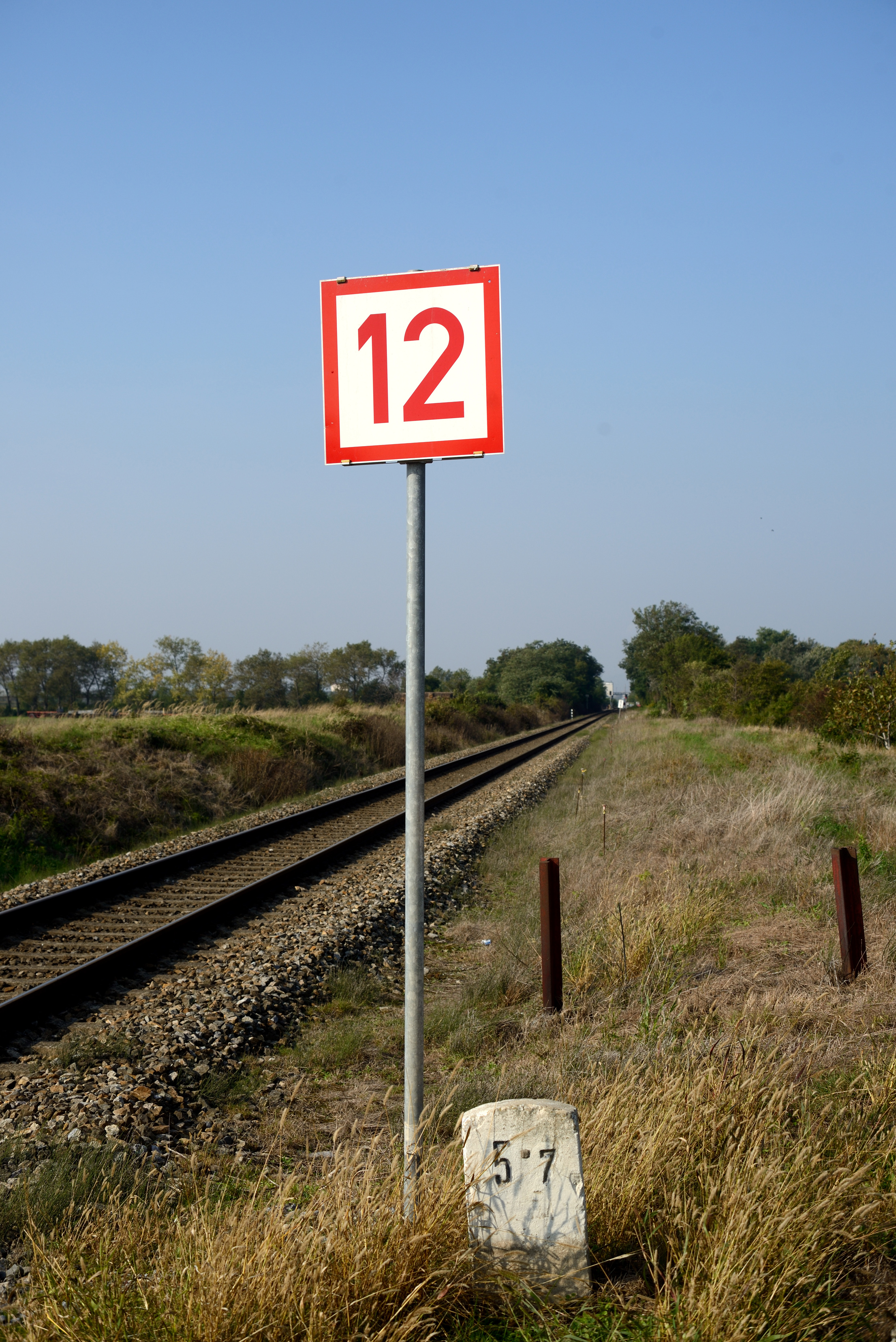
Geschwindigkeitstafel 120 km/h

### Geschwindigkeitstafel
Geschwindigkeitstafeln geben die örtlich zugelassene Geschwindigkeit durch eine Zahl an, die einem Zehntel der zulässigen Geschwindigkeit in km/h entspricht, z. B. 12 für 120 km/h oder 3,5 für 35 km/h. Bis 95 km/h darf dabei in Fünfer-Schritten abgestuft werden. Geschwindigkeitstafeln sind von 5 bis 160 km/h verfügbar (höhere Geschwindigkeiten sind nur bei einer Führung durch ETCS oder LZB zulässig). Die Tafel steht grundsätzlich rechts neben dem Gleis, bei zweigleisigen Strecken steht sie außen neben den Gleisen. Die Tafel kann aber auch über den Gleisen angebracht sein. Ankündigungstafeln werden nur dann aufgestellt, wenn eine Geschwindigkeitsverminderung von mindestens 20 % und 20 km/h auftritt. Grundsätzlich steht die Ankündigungstafel 700 m von der Geschwindigkeitstafel entfernt, bei örtlich zulässiger Geschwindigkeit ab 100 km/h sind es 1000 Meter.
| Bezeichnung           | Signalbild | Formsignal |
| --------------------- | --- | ---------- |
| Ankündigungstafel     | Eine rote Kennziffer in einer auf der Spitze stehenden dreieckigen rückstrahlenden weißen Tafel mit rotem Rand. |            |
| Geschwindigkeitstafel | Eine rote Kennziffer auf einer quadratischen rückstrahlenden weißen Tafel mit rotem Rand.                       |            |

### Langsamfahrsignale

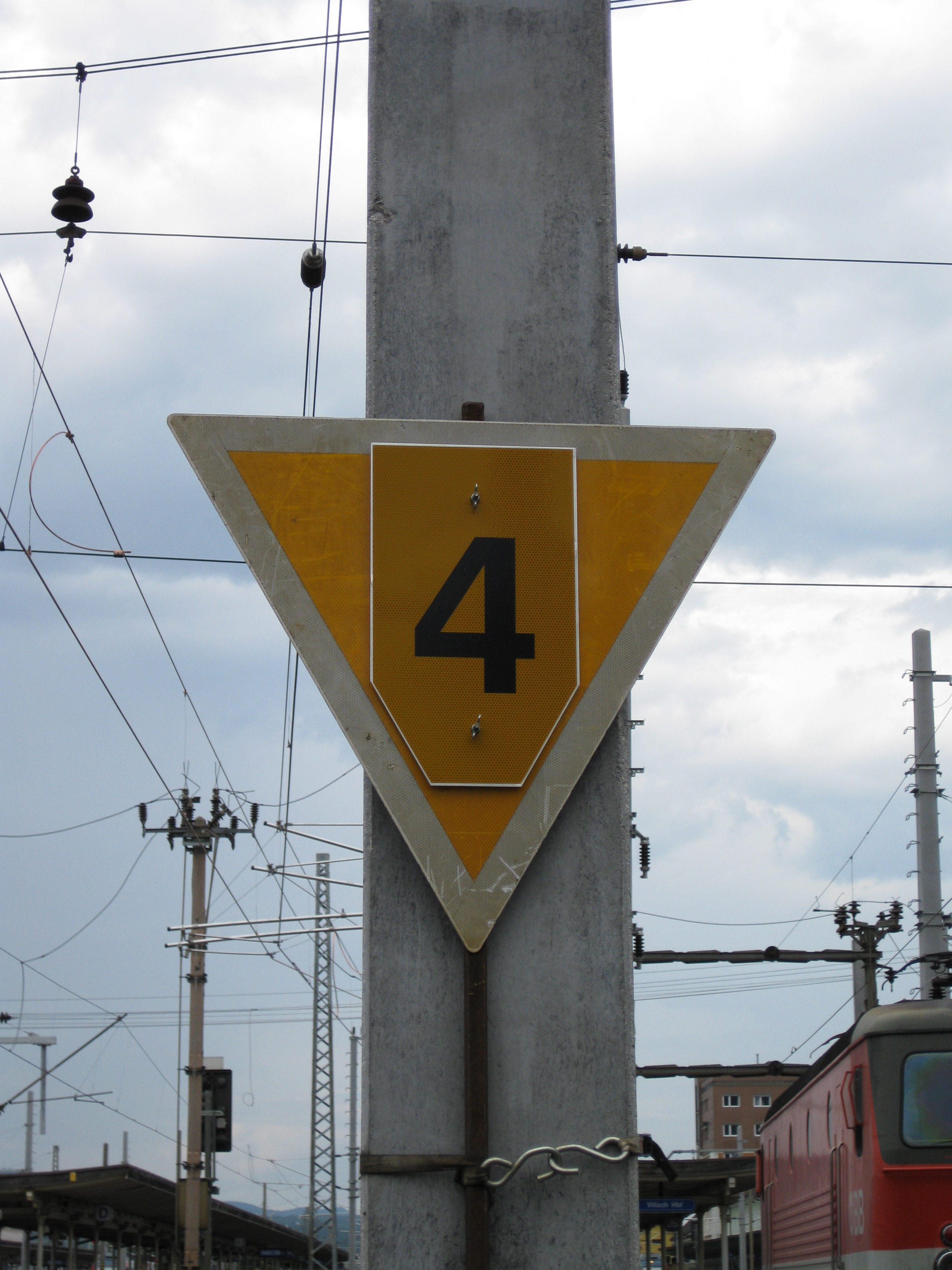
Ankündigungssignal

Die Langsamfahrsignale werden zur Kennzeichnung von Langsamfahrstellen verwendet. Sie umfassen die
- Ankündigungssignale,
- Anfangssignale und
- Endsignale. (Nicht zu verwechseln mit Fahrweg-Ende, hier ist das „E“ rot)

Das Ankündigungssignal wird, wenn die Geschwindigkeit nicht mehr als 100 km/h beträgt, in der Regel 700 Meter vor dem Anfangssignal aufgestellt. Bei mehr als 100 km/h wird das Signal 1000 Meter vor dem Anfangssignal aufgestellt. Sollte der Abstand zwischen Ankündigungs- und Anfangssignal abweichen, wird darauf durch schriftlichen Befehl hingewiesen.
Wenn mehrere Langsamfahrstellen einander folgen und deshalb ein weiteres Ankündigungssignal zwischen Ankündigungs- und Anfangssignal aufgestellt werden müsste, wird es unterhalb des ersten Ankündigungssignals angebracht.
Die Langsamfahrsignale stehen in der Regel rechts neben dem Gleis. Bei zweigleisigen Strecken stehen die Signale außen neben den Gleisen. Das Endsignal steht aber in der Regel links, wenn es sich um eine eingleisige Strecke, um einen vorübergehend eingleisigen Betrieb oder um ein Bahnhofsgleis handelt. Wenn Langsamfahrsignale ausnahmsweise auf der falschen Seite aufgestellt werden, wenn das Ankündigungssignal in einem abweichenden Abstand aufgestellt ist oder entfällt muss dies schriftlich angegeben werden.
Bei einer Langsamfahrstelle können zwei verschiedene Geschwindigkeiten festgelegt werden. Welche der beiden Geschwindigkeiten gilt, wird je Fahrzeug und Zugtyp festgelegt. Am Ankündigungssignal wird in diesem Fall die niedrigere Geschwindigkeit angezeigt.
Die schwarze Zahl gibt die zulässige Geschwindigkeit als ein Zehntel ihres Wertes in km/h an.
| Bezeichnung        | Signalbild | Formsignal |
| ------------------ | --- | ---------- |
| Ankündigungssignal | Eine schwarze Kennziffer auf einer auf der Spitze stehenden dreieckigen rückstrahlenden gelben Tafel mit weißem Rand. Bei beschränkten Raumverhältnissen kann die Dreieckspitze nach oben zeigen. |            |
| Anfangssignal      | Eine schwarze Kennziffer auf einer rechteckigen rückstrahlenden gelben Tafel mit weißem Rand. |            |
| Endsignal          | Ein schwarzes E auf einer rechteckigen rückstrahlenden weißen Tafel. |            |

## Oberleitungssignale
Oberleitungssignale verlangen Handlungen oder informieren im Zusammenhang mit den Fahrleitungsanlagen. Sie sind quadratische Tafeln, die auf der Spitze stehen. Sie sind schwarz-weiß umrandet und haben einen blauen Hintergrund mit weißen Zeichen. Sie stehen grundsätzlich auf der rechten Seite zum zugehörigen Gleis. Bei zweigleisiger Strecke stehen sie außerhalb neben den Gleisen. Die Signale dürfen aber auch über dem zu befahrenden Gleis angebracht werden. Das Signal „Halt für Fahrzeuge mit angehobenen Stromabnehmer“ kann auch auf der linken Seite stehen, wenn es auf einem Weichensignalkörper angebracht wurde. Schalt- und Stromabnehmersignale sind stets für beide Fahrtrichtungen aufzustellen.

### Schaltsignale

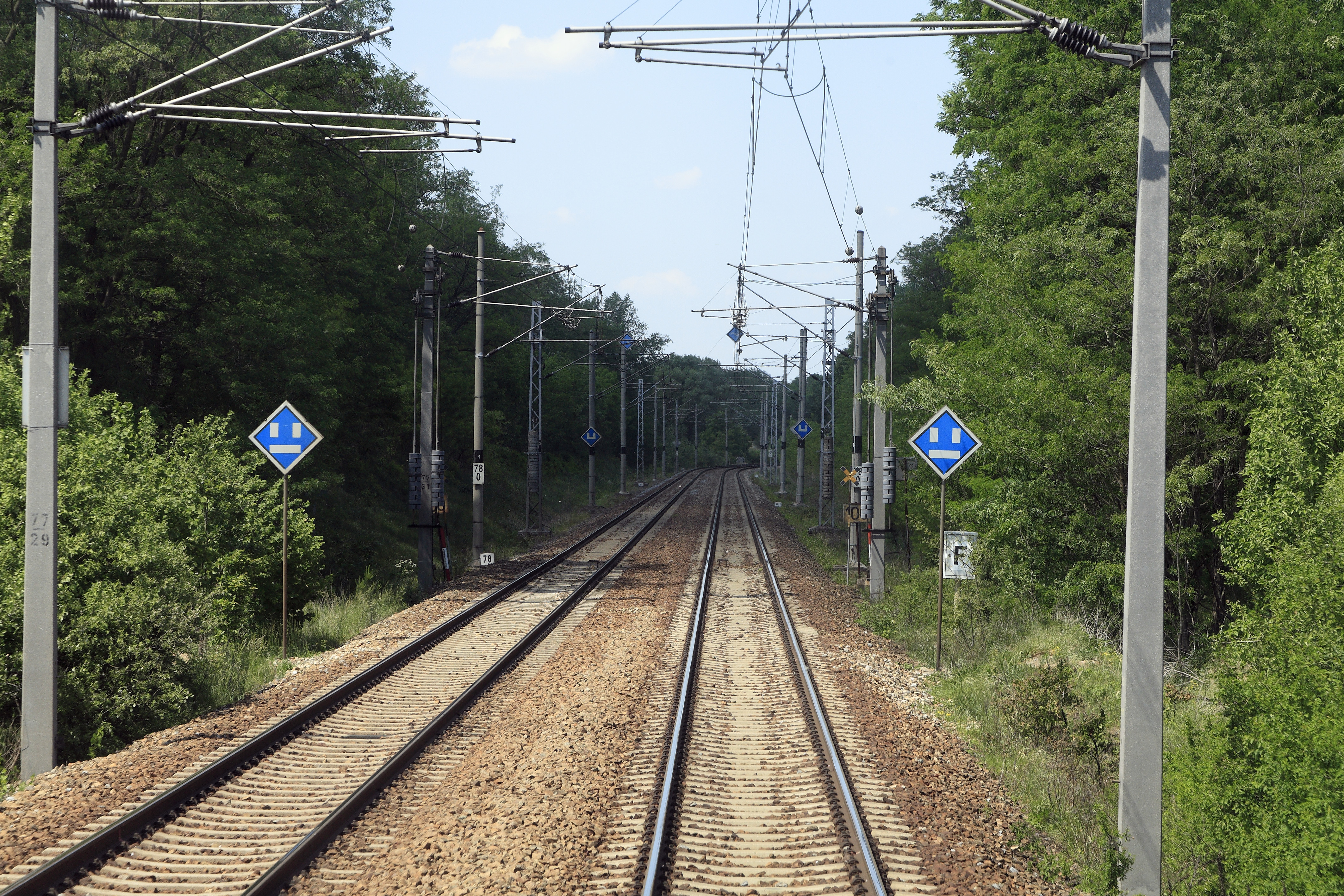
Systemtrennstelle zwischen 15 kV und 25 kV an der österreichisch-tschechischen Grenze.

Schaltsignale werden aufgestellt, um Schutzstrecken zu kennzeichnen.
| Bezeichnung                   | Signalbild                                     | Formsignal |
| ----------------------------- | ---------------------------------------------- | ---------- |
| Ankündigung Hauptschalter aus | Zwei weiße Rechtecke waagerecht nebeneinander. |            |
| Hauptschalter aus             | Ein unterbrochenes weißes U.                   |            |
| Hauptschalter ein             | Ein weißes U.                                  |            |

Das Ausschaltsignal wird 30 Meter vor, das Anschaltsignal 30 Meter hinter der Schutzstrecke angebracht.

### Stromabnehmersignal
Stromabnehmersignale werden aufgestellt, um Abschnitte zu kennzeichnen, welche nur mit gesenkten Stromabnehmer befahren werden dürfen.
| Bezeichnung                                      | Signalbild | Formsignal |
| ------------------------------------------------ | --- | ---------- |
| Ankündigung Stromabnehmer tief                   | Zwei gegeneinanderversetzte waagrechte weiße Streifen. |            |
| Stromabnehmer tief                               | Ein waagrechter weißer Streifen. |            |
| Stromabnehmer hoch                               | Ein lotrechter weißer Streifen. |            |
| Halt für Fahrzeuge mit angehobenem Stromabnehmer | Ein auf der Spitze stehendes weißes Quadrat mit einem abgesetzten weißen quadratischen Rahmen in einem auf der Spitze stehenden blauen Quadrat mit einem schwarzen und weißen Rahmen. |            |
| Zusatzpfeil                                      | Ein weißer Pfeil auf blauem Grund, senkrecht nach oben oder waagrecht nach links oder rechts zeigend.                                                                                 |            |

Der Zusatzpfeil wird verwendet, wenn bei Gleisverzweigungen das Signal „Halt für Fahrzeuge mit angehobenem Stromabnehmer“ nur für einzelne Fahrtrichtungen gilt. Die Anbringung mehrerer Richtungspfeile ist möglich, wenn das Verbot für mehr als eine Fahrtrichtung gilt. Der Richtungspfeil wird über dem Signal „Halt für Fahrzeuge mit angehobenem Stromabnehmer“ angebracht.

## Weitere Signale

### Abfertigungssignale
Ein im Bahnhof zum Stillstand gekommener Zug bedarf zur Abfahrt in der Regel der Zustimmung der betriebssteuernden Stelle (des Fahrdienstleiters). Für Züge, die an einem Haupt-, Schutz- oder Vorsignal oder einem Signalnachahmer stehen, gilt ein dort angezeigter Fahrtbegriff als Zustimmung. In anderen Fällen kann diese Zustimmung mündlich oder durch das Signal „Zustimmung“ erteilt werden. Das Signal Zustimmung ist oft an Bahnsteigen zu finden. Soweit am Bahnsteig oder Bahnsteigabschnitt das Signal „Zustimmung entfällt“ angebracht ist, kann der Zug auch ohne Zustimmung der betriebssteuernden Stelle abfahren. Das Signal „Zustimmung vermitteln“ wird verwendet, wenn der Triebfahrzeugführer das nächstgelegene Signal vom Bahnsteig aus nicht sehen kann. Es weist die Zugbegleiter an, den Triebfahrzeugführer von der durch das dann nächstfolgende Signal (z. B. Hauptsignal) erteilten Zustimmung zur Abfahrt in Kenntnis zu setzen.
| Bezeichnung           | Signalbild | Signal |
| --------------------- | --- | ------ |
| Zustimmung            | Ein weiß leuchtendes Z auf schwarzem Grund.                                                                      |        |
| Zustimmung entfällt   | Ein weißes Z in einem schwarzen Rechteck mit weißem Rand und einer roten Linie von links oben nach rechts unten. |        |
| Zustimmung vermitteln | Ein weißes Z und darunter ein weißes Vm in einem schwarzen Rechteck mit weißem Rand.                             |        |

Die übrigen Abfertigungssignale werden von den Zugbegleitern gegeben. Gibt es mehrere Zugbegleiter, melden diese die Abfahrbereitschaft dem Zugführer mit dem Signal „Abfahrbereit“ (Hochheben eines Armes). Der Zugführer meldet dem Triebfahrzeugführer die Abfahrbereitschaft
- durch das Handsignal „Fertig“ (Schwenken einer runden weißen Scheibe mit blauem Rand oder bei Nacht einer blauen Lampe),
- durch mündlichen oder fernmündlichen Auftrag „Fertig!“ oder
- durch Aktivieren des Signals „Abfahren erlaubt“, was nur möglich ist, wenn das am selben Standort befindliche oder das nächsterreichte Haupt- oder Schutzsignal einen Freibegriff zeigt.

| Bezeichnung      | Signalbild                 | Lichtsignal |
| ---------------- | -------------------------- | ----------- |
| Abfahren erlaubt | Ein grün blinkendes Licht. |             |

### Signale bei Eisenbahnkreuzungen
| Bezeichnung                                 | Signalbild | Form-/ Lichtsignal | Beschreibung |
| ------------------------------------------- | --- | ------------------ | --- |
| Eisenbahnkreuzungsüberwachungssignal (EKÜS) | Ein gelbes Blinklicht auf schwarzer quadratischer Tafel. |                    | Bei blinkendem Signallicht darf die EK befahren werden (Signalbegriff „EK befahren erlaubt“), andernfalls ist davor anzuhalten (Signalbegriff „EK befahren nicht erlaubt“). |
| Pfeiftafel (Pfeifpflock)                    | Eine senkrecht stehende, abwechselnd waagrecht rot und weiß gestreifte Tafel mit roter Spitze.                                                                        |                    | Ab dem Signal ist bis zum Erreichen der nicht technisch gesicherten EK wiederholt, jedoch mindestens drei Mal Signal „Achtung“ zu geben.                                    |
| Gruppenpfeiftafel (Gruppenpfeifpflock)      | Eine senkrecht stehende, abwechselnd waagrecht rot und weiß gestreifte Tafel, die am oberen Ende zwei nach rechts steigende schwarze Streifen auf weißem Grund trägt. |                    | Ab dem Signal ist vor jeder technisch ungesicherten EK mindestens dreimal zu pfeifen, bis das Signal „Pfeifende“ erreicht ist.                                              |
| Pfeifende (Endpflock)                       | Eine senkrecht stehende, weiße, am oberen Ende rot gestrichene Tafel.                                                                                                 |                    | Zeigt das Ende des Bereiches an, in dem auf Grund einer Gruppenpfeiftafel Signal „Achtung“ zu geben ist.                                                                    |
| Schaltstellentafel (Schaltstellenpflock)    | Eine senkrecht stehende, abwechselnd waagrecht schwarz und weiß gestreifte Tafel mit weißer Spitze.                                                                   |                    | Kennzeichnet eine Einschaltstelle einer Schranken- oder Lichtzeichenanlage. Das Halten eines Fahrzeuges auf der Schaltstelle ist zu vermeiden.                              |
| Rautentafel                                 | Vier auf den Spitzen übereinander stehende weiße rückstrahlende Rauten in einer rechteckigen senkrecht stehenden schwarzen Tafel.                                     |                    | Kündigt ein auf Bremsweglänge errichtetes EKÜS an. |

### Haltestellentafel und Haltepunkt
Eine Haltestellentafel kündigt eine Haltestelle in (je nach örtlich zulässiger Geschwindigkeit) 700 oder 1000 m Entfernung an. Sie wird nicht innerhalb von Bahnhöfen errichtet und entfällt, falls sich eine weitere Haltestelle im Bezugsbereich befindet.
Das Signal Haltepunkt zeigt den Ort an, wo ein planmäßig haltender Personenzug halten muss. Sind mehrere Signal Haltepunkt vorhanden so muss ein planmäßig haltender Personenzug vor dem Ersterreichten halten.
| Bezeichnung       | Signalbild                                      | Formsignal |
| ----------------- | ----------------------------------------------- | ---------- |
| Haltestellentafel | Waagrechte weiße Tafel mit 3 schwarzen Streifen |            |
| Haltepunkt        | Rechteckige schwarze Tafel mit weißem H         |            |

### Erlaubnissignal
Das Erlaubnissignal ist nur auf Nebenbahnen zulässig und gilt als Übergangssignal, das nicht mehr neu errichtet werden darf.
Wenn nur ein Gruppenhauptsignal vorhanden ist, gibt ein leuchtender weißer Balken an, auf welches Gleis sich der Freibegriff bezieht. Weiße Punkte stehen für Hauptgleise, für die der Hauptsignalbegriff nicht gilt.
| Bezeichnung     | Signalbild | Lichtsignal |
| --------------- | --- | ----------- |
| Erlaubnissignal | Ein lotrechter weiß leuchtender Balken auf schwarzem Grund der gegebenenfalls durch einen oder zwei weiß leuchtende Punkte ergänzt wird. |             |

### Dienstruhe und Signal außer Betrieb
Ist eine Betriebsstätte (Bahnhof, Ausweiche …) nicht besetzt, obwohl planmäßiger Zugverkehr stattfindet, können Signale oder auch Bahnsteige mit dem Signal „Dienstruhe“ versetzt werden. In diesem Fall dürfen z. B. Haltbegriffe von Hauptsignalen ignoriert werden und der Weichenbereich mit maximal 40 km/h befahren werden.
Signale, die ungültig sind, werden mit dem Signal „Signal außer Betrieb“ versehen. Dies ist insbesondere bei Neu- und Umbauten der Fall. Seitlich weggeschwenkte oder verhüllte Signale haben dieselbe Bedeutung.
| Bezeichnung          | Signalbild                      | Formsignal |
| -------------------- | ------------------------------- | ---------- |
| Dienstruhe           | Gelbes Kreuz mit weißem Rand    |            |
| Signal außer Betrieb | Weißes Kreuz mit schwarzem Rand |            |

### Notbremsüberbrückung
In einem Notbremsüberbrückungsbereich (NBÜ-Bereich) sollte der Zug im Notfall nicht zum Stillstand gebracht werden.
| Bezeichnung | Signalbild                                                                             | Formsignal |
| ----------- | -------------------------------------------------------------------------------------- | ---------- |
| NBÜ-Bereich | Zwei orange rückstrahlende waagrechte Streifen untereinander auf den Hektometertafeln. |            |

### Zugsignale und Signale an Schienenfahrzeugen
Zu den wichtigsten Fahrzeugsignalen gehören die beiden Zugsignale: das aus drei im Dreieck angeordneten Lichtern bestehende Spitzensignal und das am letzten Schienenfahrzeug eines Zugs angebrachte Schlusssignal.